# Apoño
Antonio Galdeano Benítez, meglio conosciuto come Apoño (Malaga, 13 febbraio 1984), è un ex calciatore spagnolo, di ruolo centrocampista.
Anche suo fratello Juanillo è un calciatore.

## Carriera

### Club
Ha iniziato la sua carriera con i dilettanti dell'Unión Deportiva San Pedro. Nel 2004-2005 si trasferisce al Marbella in terza divisione, dove trascorre tre stagioni.
Nel luglio del 2007 sbarca in Segunda División con il Málaga, dopo essersi fatto notare nella sua carriera nelle squadre giovanili del Malaga. Con la squadra, guidata da Juan Ramón López Muñiz, ottiene il ritorno nella Primera División dopo un biennio di assenza.
Nella stagione successiva, Apoño rimane titolare: fa il suo debutto in Primera División il 31 agosto 2008, in una partita persa 0-4 contro l'Atlético Madrid, finendo la stagione con nove gol in campionato - il miglior realizzatore in squadra con l'attaccante Nabil Baha - di cui sette realizzati dal dischetto del rigore.
Il 30 luglio 2010, dopo una stagione con molti problemi di infortuni, con il 17º posto in classifica del Málaga, Apoño ha firmato il prolungamento del contratto con la squadra andalusa, con scadenza fissata al giugno del 2014. Ha fatto la sua 100ª apparizione con la maglia del Málaga nella sconfitta casalinga per 1-4 contro il Real Madrid, il 16 ottobre 2010.
Il 19 gennaio 2012 viene siglato il prestito per il resto della stagione di Apoño alla società del Real Saragozza, dove debutta tre giorni più tardi, nella partita pareggiata 0-0 con il Levante. La prima segnatura per la società aragonese arriverà il 21 marzo, con una doppietta nella vittoria esterna a Valencia (1−2).